# Iris koreana
Iris koreana är en irisväxtart som beskrevs av Takenoshin Nakai. Iris koreana ingår i släktet irisar, och familjen irisväxter. Inga underarter finns listade i Catalogue of Life.